# 中共中央国家机关工作委员会
中共中央国家机关工作委员会（简称中央国家机关工委），是已被合并、不再保留的中共中央派出机构，领导中央国家机关党的工作，职责被中共中央和国家机关工作委员会所整合。

## 沿革
1927年，在《中国共产党第三次修正章程》决议案中，首次在党章中明确在机关内建立党的基层组织。1928年，按照中共六大精神，中央各工作部门逐渐恢复并健全，随之成立了中共中央直属支部，这是中国共产党历史上第一个机关党组织，由邓颖超任中共中央直属支部书记。第一次国共内战时期，随着各苏维埃政权的创建和发展，政权机关党的建设逐步展开。1931年11月，中华苏维埃共和国临时中央政府在瑞金成立。1933年初，临时中央迁入瑞金，临时中央和临时政府均设有较健全的工作部门，党政机关中逐步建立党组织。抗日战争时期，随着中国共产党领导下的各抗日根据地政权的创建和发展，机关党的建设不断发展，按照抗日民主政权“三三制”的要求，机关党组织大批吸收知识分子入党。1945年，中共七大党章对机关党的基层组织建设作了规定，在中国共产党的历史上首次明确规定各级党政机关都要设立机关基层党组织。此后，按照中共七大党章规定，在各根据地党政机关内普遍建立了机关基层党组织。第二次国共内战时期，机关党组织普遍开展了以“三查”（查阶级、查思想、查作风）和“三整”（整顿组织、整顿思想、整顿作风）为主要内容的整党运动。
1949年10月，中华人民共和国中央人民政府成立，中国共产党成为全国性执政党，中央国家机关各部门同时建立。1949年11月9日，中共中央政治局通过了《关于在中央人民政府内组织中国共产党党委会的决定》，规定：在中央人民政府内设党委会，在各院、委、部、会、署、厅、司、局、处设立党总支和支部。这是中华人民共和国成立后中央发出的第一份有关机关党的建设的文件。按照该《决定》以及党章要求，1950年1月7日正式成立中共中央人民政府直属机关委员会（简称政府党委），领导中央人民政府机关党组织，在政府党委领导下分设政治法律委员会分党委等六个分党委。
1950年开展整风运动，重点整顿领导机关和干部作风。1951年到1953年，开展整党运动，在整党过程中，在各级政府机关开展反对贪污、反对浪费、反对官僚主义的“三反”运动。
1952年后，政府党委领导的下属各分党委撤销，政府党委直接领导中央国家机关各院、部、会（局）党委、党总支、党支部。1955年4月，经中央批准，政府党委更名为“中共中央国家机关委员会”（简称中央国家机关党委）。1956年中共八大新党章强调正确发挥执政党的领导作用和核心作用，机关党建工作重点是“经常关心机关工作的改进，加强工作纪律，同官僚主义作斗争，及时地把机关工作的缺点通知本机关的行政负责人和报告上级党的组织”。此后，召开中央国家机关党代表大会四次，除第一届党委会由中央指定组成外，第二、三、四届党委会均由选举产生。1965年，中央国家机关各部门成立了政治部，经中央同意，中央国家机关党委于1965年5月14日撤销。“文革”中，机关党建工作受严重冲击，陷于瘫痪。
中共十一届三中全会后，中央加强对中央国家机关党的建设的领导。1980年5月23日，中央批准成立中共中央国家机关临时委员会。1982年6月，中央国家机关第五次党代表大会举行，选举产生中央国家机关第五届党委会，临时党委改为中共中央国家机关委员会。
1988年2月13日，中共中央就批转《中共中央组织部、中共中央直属机关委员会、中共中央国家机关委员会关于加强和改进中央党政机关党的工作的意见》发出通知，决定将中共中央直属机关委员会和中共中央国家机关委员会分别改为中共中央直属机关工作委员会和中共中央国家机关工作委员会（简称中央国家机关工委），作为中共中央的派出机构，分别领导中共中央直属机关和中央国家机关党的工作。中央批转到各省、自治区、直辖市，一直到县，将机关基层党组织统一改为“机关工委”，作为地方各级党委的派出机构。
1994年6月21日，中共中央组织部转发中央国家机关工委《关于中央国家机关各部门党组指导机关党委工作的意见》，其中规定了部门党组指导机关党委工作的主要任务等问题。1996年，为促进机关精神文明建设，开展以“创优质服务、优良作风、优美环境的文明机关，做人民满意的公务员”为主要内容的“三优一满意”活动。按照1997年全国机关党建工作会议以及1998年3月30日中共中央印发的《中国共产党党和国家机关基层组织工作条例》精神，对加强机关党务干部队伍建设作出了规定，强调支部建在司局、司局长兼任支部书记的“一岗双责”制度，并开展了在本职岗位上建功立业的学先进、评先进活动。1999年，开展了“讲学习、讲政治、讲正气”教育活动。
2000年代初，中央国家机关工委提出“建设一流队伍，培育一流作风，创造一流业绩”的机关党建工作目标。在先进性教育活动中，制定了《关于加强和改进中央国家机关党的建设的意见》。在2009年全国机关党建工作会议、中共十七届四中全会和2010年新修订的《中国共产党党和国家机关基层组织工作条例》颁布后，加强和改进新形势下党的各项建设，提高机关党建工作科学化水平。
2018年3月中共中央印发的《深化党和国家机构改革方案》称，“组建中央和国家机关工作委员会。为加强中央和国家机关党的建设，落实全面从严治党要求，深入推进党的建设新的伟大工程，统一部署中央和国家机关党建工作，整合资源、形成合力，将中央直属机关工作委员会和中央国家机关工作委员会的职责整合，组建中央和国家机关工作委员会，作为党中央派出机构。”“不再保留中央直属机关工作委员会、中央国家机关工作委员会。”

## 职责
中共中央国家机关工作委员会是中共中央派出机构，领导中央国家机关党的工作。按照2000年6月22日中央批准的机构改革“三定”方案，明确中共中央国家机关工作委员会的主要职责有九项：
1. 规划中央国家机关党的建设，分类指导中央国家机关各部门机关以及在京直属单位党的建设工作。
2. 指导中央国家机关各级党组织抓好党的思想、组织、作风建设和党员管理教育以及处以上干部的理论培训。
3. 指导中央国家机关各级党组织实施对党员特别是党员领导干部的监督，定期了解各部门党员和群众对部门领导干部的意见，及时向中央反映各部门领导班子和领导干部的情况。
4. 负责综合指导中央国家机关精神文明建设工作，承担中央国家机关思想、道德、文化建设的工作。
5. 指导中央国家机关党组织配合行政领导做好思想政治工作、统战工作以及社会稳定和老龄工作。
6. 负责中央国家机关各部门机关党委和纪委负责人的任免、考核、培训工作。
7. 领导中央国家机关各部门机关党的纪律检查工作，审议部级党员干部违反党纪的问题，审批司局级党员干部违反党纪的处理决定。
8. 领导中央国家机关工、青、妇等群众组织工作。
9. 完成党中央、国务院交办的其他任务[5][6]。

党的关系隶属中央国家机关工委管理的部门和单位有：
- 全国人大常委会机关
- 最高人民法院
- 最高人民检察院
- 国务院办公厅
- 外交部
- 国家发展和改革委员会
- 教育部
- 科学技术部
- 工业和信息化部
- 国家民族事务委员会
- 公安部
- 国家安全部
- 民政部
- 司法部
- 财政部
- 人力资源和社会保障部
- 国土资源部
- 环境保护部
- 住房和城乡建设部
- 交通运输部
- 水利部
- 农业部
- 商务部
- 文化部
- 国家卫生和计划生育委员会
- 中国人民银行
- 审计署
- 国务院国有资产监督管理委员会
- 海关总署
- 国家税务总局
- 国家工商行政管理总局
- 国家质量监督检验检疫总局
- 国家体育总局
- 国家安全生产监督管理总局
- 国家食品药品监督管理总局
- 国家统计局
- 国家林业局
- 国家知识产权局
- 国家旅游局
- 国家宗教事务局
- 国务院参事室
- 国家机关事务管理局
- 国务院侨务办公室
- 国务院港澳事务办公室
- 国务院法制办公室
- 国务院研究室
- 中国科学院
- 中国社会科学院
- 中国工程院
- 国务院发展研究中心
- 国家行政学院
- 中国地震局
- 中国气象局
- 中国银行业监督管理委员会
- 中国证券监督管理委员会
- 中国保险监督管理委员会
- 全国社会保障基金理事会
- 国家自然科学基金委员会
- 国务院扶贫开发领导小组办公室
- 国务院三峡工程建设委员会办公室
- 国务院南水北调工程建设委员会办公室
- 中华全国供销合作总社
- 中国国际贸易促进委员会
- 中國人民對外友好協會
- 中国残疾人联合会
- 中国宋庆龄基金会
- 中国红十字会总会
- 中国铁路总公司
- 中国投资有限责任公司
- 国家开发银行
- 中国进出口银行
- 中国农业发展银行
- 中国工商银行
- 中国农业银行
- 中国银行
- 中国建设银行
- 交通銀行
- 中国中信集团有限公司
- 中国光大集团股份公司
- 中国人民保险集团股份有限公司
- 中国人寿保险（集团）公司
- 中国太平保险集团有限责任公司
- 中国出口信用保险公司
- 中国邮政集团公司
- 国家信访局
- 国家粮食局
- 国家能源局
- 国家国防科技工业局
- 国家烟草专卖局
- 国家外国专家局
- 国家公务员局
- 国家海洋局
- 国家测绘地理信息局
- 国家铁路局
- 中国民用航空局
- 国家邮政局
- 国家文物局
- 国家中医药管理局
- 国家外汇管理局
- 国家煤矿安全监察局
- 中共中央国家机关工作委员会

## 机构设置
中央纪委派出机构
- 中共中央国家机关纪律检查工作委员会（副部级）（简称中央国家机关纪工委）
  - 办公室（副局级）
  - 案件检查信访室（副局级）
  - 案件审理室（副局级）
  - 党风宣教室（副局级）[5][6]

内设机构
- 办公室
- 组织部
- 宣传部
- 研究室
- 统战（群工）部
- 行业协会商会党建工作部
- 团工委[5][6]

机关党委
- 中央国家机关工委机关党委[5][6]

事业单位
- 培训中心（中共中央党校中央国家机关分校、中共中央国家机关党校、中共中央国家机关工作委员会干部教育办公室）（正局级，参照公务员法管理事业单位）
- 国务院机关老干部活动中心（正局级，参照公务员法管理事业单位）
- 机关服务局（正局级，财政补助事业单位）
- 紫光阁杂志社（正局级，财政补助事业单位）
- 法制教育中心（正局级，财政补助事业单位）
- 信息中心（正局级，自收自支事业单位）[5][6]

## 历任领导
书记
- 梁华（1950年1月—1951年5月）（中央人民政府直属机关党委会书记）
- 贾震（1951年5月—1951年12月）（中央人民政府直属机关党委会书记）
- 安子文（1951年12月—1955年4月）（中央人民政府直属机关党委会第一书记）
- 龚子荣（1956年6月—1965年7月）（中共中央国家机关委员会第一书记）
- 周荣鑫（1965年7月—1965年）（中共中央国家机关委员会第一书记）
- 柔一平（1980年5月—1986年2月）（1980年5月—1982年6月任中央国家机关临时党委书记，此后任中共中央国家机关委员会书记）
- 陈俊生（1986年2月—1989年3月）（1986年2月—1988年2月任中共中央国家机关委员会书记）
- 罗干（1989年3月—1998年3月）
- 王忠禹（1998年3月—2003年3月）
- 华建敏（2003年3月—2008年3月）
- 马凯（2008年3月—2013年3月）
- 杨晶（2013年3月—2017年10月）
- 肖捷（2017年10月—2018年3月）

副书记
- 刘景范（1951年12月—1956年7月，常务副书记）
- 范子文（1950年1月—1951年5月）
- 龚子荣（1951年12月—1956年7月）
- 王昭（1956年7月—1963年4月）
- 王光伟（1956年7月—1963年4月）
- 裴丽生（1959年9月—1963年4月）
- 周仲英（1959年9月—1963年4月）
- 赵守攻（1959年9月—1963年4月）
- 郑思远（1959年9月—1965年7月）
- 高登榜（1959年9月—1963年4月）
- 徐光霄（1959年9月—1963年4月）
- 刘旭（1959年9月—1965年7月）
- 王锐（1959年9月—1965年7月；1980年5月—1982年6月）
- 王正（1980年5月—1982年6月）
- 王凌（1980年9月—1982年6月）
- 贾军（1988年2月—1994年9月；1994年9月—2001年12月，常务副书记）
- 王楚光（1988年2月—1991年7月）
- 张镜源（1988年2月—1992年5月）
- 钮茂生（1990年11月—1993年3月）
- 李明豫（1990年11月—1993年10月）
- 刘正威（1993年6月—1994年9月，常务副书记）
- 周敬东（1995年7月—1999年6月）
- 张德邻（1999年6月—2001年12月；2001年12月—2004年10月，常务副书记）（正部长级）[9][10]
- 王瑞祥（1999年12月—2003年3月）
- 臧献甫（2001年11月—2006年11月）
- 黄燕明（2002年3月—2008年12月）[11]
- 杨衍银（2004年11月—2012年6月，常务副书记）（正部长级）[12]
- 邵旭军（2005年12月—2015年11月）[13]
- 李宏（2006年7月—2008年7月）[14]
- 杜学芳（2007年1月—2013年1月）[15]
- 俞贵麟（2008年10月—2015年11月）[16][17]
- 姚志平（2012年1月—2018年1月）[18][19]
- 汪永清（2012年6月—11月，常务副书记）（正部长级）[20]
- 李智勇（2012年11月—2018年3月，常务副书记）（正部长级）[21]
- 陈存根（2013年1月—2018年1月）（正部长级）[19][22]
- 常大光（2015年11月—2018年3月）[23]
- 陈超英（2017年1月—2018年3月）[24]
- 梁言顺（2017年12月—2018年3月）